# Notoreas galaxias
Notoreas galaxias là một loài bướm đêm trong họ Geometridae.